# Paul Van Himst
Paul van Himst (Sint-Pieters-Leeuw, 2 de outubro de 1943) é um ex-futebolista belga.

## Carreira como jogador
Van Himst jogou por 18 anos, 16 deles no Anderlecht, clube pelo qual foi oito vezes campeão belga, do qual foi quatro vezes artilheiro. Tendo participado de uma das melhores fases do clube, chegou a jogar uma partida pela Bélgica com os outros dez jogadores todos colegas do clube, em 1964. 
Passou seus dois últimos anos como jogador, 1976 e 1977, no Molenbeek e no Eendracht Aalst, respectivamente.
Pela Bélgica, Vam Himst jogou 81 vezes (30 gols) entre 1960 e 1974, sendo o maior artilheiro da Seleção Belga ao lado de Bernard Voorhoof. Como jogador, participou da Copa de 1970 e da Eurocopa 1972. Foi eleito o melhor jogador do país nos 50 anos da UEFA, nos Prêmios do Jubileu da entidade.

## Carreira como treinador
Van Himst começou a carreira de treinador em 1983, no Anderlecht, onde se consagrou como jogador. Treinou os Mauves até 1986. No ano seguinte, foi contratado para ser técnico do Molenbeek, mas ficou apenas uma temporada.
De 1988 a 1991, Van Himst ficou sem comandar nenhuma equipe, até ser anunciado como o novo treinador da Bélgica, sucedendo Guy Thys. Não conseguiu classificar a Seleção para a Eurocopa de 1992, mas conseguiu levá-la para a Copa de 1994.
Sob o comando de Van Himst, os belgas, que tinham em seu elenco o veterano goleiro Preud'Homme, os defensores Albert, De Wolf, Smidts e Borkelmans, os meias Staelens e Van der Elst e os atacantes Nilis, Czerniatynski e Scifo, avançaram às oitavas-de-final da competição, "vendendo caro" a eliminação para a Alemanha (neste jogo, o goleiro Preud'Homme tentou marcar um gol que salvaria a Bélgica da eliminação). Van Himst deixaria a equipe depois da não-classificação para a Eurocopa de 1996. Desta forma, sua carreira dentro do futebol estava encerrada, aos 63 anos.

## No cinema
Já aposentado como jogador, Van Himst chegou a se aventurar como ator em 1981, no filme "Fuga Para a Vitória", onde interpretou Michel Fier.

## Ligações Externas
Artigo da UEFA sobre o premiado belga nos Prêmios do Jubileu